# ISO 6946
Die Norm ISO 6946 Bauteile – Wärmedurchlasswiderstand und Wärmedurchgangskoeffizient – Berechnungsverfahren beschreibt Verfahren zur Berechnung des Wärmedurchgangskoeffizienten (U-Wert, früher k-Wert) von baulichen Konstruktionen.
Auf die Berechnungs-Verfahren der ISO 6946 wird von zahlreichen anderen Normen verwiesen, u. a. DIN V 18599 und DIN 4108. Die energetische Bewertung von Bauteilen ist eine Grundlage für den bedarfsorientierten Energieausweis für Gebäude. Die aktuelle Version der DIN-Norm ist DIN EN ISO 6946:2018-03.

## Verfahren
Die Norm dient der U-Wert-Berechnung von Bauteilen mit nebeneinander liegenden Bereichen. Die Wärmedurchgangskoeffizienten von Bauteilen mit inhomogenen Schichten sind gemäß Normung ISO 6946 mit neuen Berechnungsansätzen zu bestimmen. Seit der Verabschiedung der Norm im November 1996 stellt die ISO 6946 einen teilweisen Ersatz für die DIN 4108-5 dar. Dies betrifft v. a. die Mittelung des Wärmedurchgangskoeffizienten (früher k-Wert) bei nebeneinander liegenden Bereichen, wie z. B. Gefach oder Sparren bei Dachkonstruktionen.
Die bisherige Rechenvorschrift lautete allgemein:
{\displaystyle k={\frac {k_{1}\cdot A_{1}}{A}}+{\frac {k_{2}\cdot A_{2}}{A}}+\ldots +{\frac {K_{n}\cdot A_{n}}{A}}} wobei A die Summe der Flächenanteile bedeutet {\displaystyle A=\sum _{i=1}^{n}A_{i}}
Mit der Einführung der ISO 6946 ändert sich die Bezeichnung des Wärmedurchgangskoeffizienten: aus dem k-Wert wird der U-Wert. Weitere Änderungen beziehen sich auf die Festlegung der Wärmeübergangswiderstände und der Wärmedurchlasswiderstände von Luftschichten.

## Software
Beim Zentrum für Umweltbewusstes Bauen (ZUB) war ein kostenloses Tool ZUB-Bauteilkalkulator für Berechnungen gemäß ISO 6946 zum Herunterladen verfügbar.